# بولیندیل (اوهایو)
بولیندیل (به انگلیسی: Bolindale) یک منطقهٔ مسکونی در ایالات متحده آمریکا است که در شهرستان ترامبل، اوهایو واقع شده‌است. بولیندیل ۲٫۵ کیلومتر مربع مساحت و ۲٬۴۸۹ نفر جمعیت دارد و ۲۹۰ متر بالاتر از سطح دریا واقع شده‌است.